# Altricialité
L'altricialité définit le degré et la vitesse de maturation d'un cerveau animal au cours de l'ontogenèse. 
L'être humain est caractérisé non seulement par une altricialité primaire (le nouveau-né n’est
pas immédiatement compétent et a besoin du soutien de son entourage, le cerveau à la naissance atteignant à peine 25 % de sa taille adulte), mais aussi par une altricialité secondaire,, c'est-à-dire que la croissance du cerveau s'effectue essentiellement après la naissance et durant une période relativement longue (presque le dixième de sa durée moyenne globale). Cette spécificité d’Homo sapiens a une portée anthropologique capitale. Elle expose si fortement les cerveaux des êtres humains aux influences de leur environnement qu’ils deviennent naturellement des êtres hyper-sociaux et hyper-culturels. Le développement du cerveau dans la longue durée permet une imprégnation progressive du tissu cérébral par l’environnement physique et social, en particulier lors des phases de socialisation primaire et secondaire.
Une espèce est dite altriciale lorsque la croissance et le développement des enfants nécessitent des soins post-nataux prodigués par des individus adultes.